# Cournonterral
 Cournonterral  es una población y comuna francesa, situada en la región de Languedoc-Rosellón, departamento de Hérault, en el distrito de Montpellier y cantón de Pignan.
Cournonterral es famosa por su fiesta de los Pailhasses, celebrada cada miércoles de las cenizas.

## Demografía
| 1887 | 2088 | 2460 | 3062 | 4095 | 5069 | 5586 | 5891 |
| Para los censos de 1962 a 1999 la población legal corresponde a la población sin duplicidades (Fuente: INSEE [Consultar]) |      |      |      |      |      |      |      |